# Matt Bettinelli-Olpin
Matt Bettinelli-Olpin (nascut el 19 de febrer de 1978) és un director, escriptor, actor i músic nord-americà. És membre fundador de la banda de punk Link 80 i co-creador dels col·lectius de cinema Chad, Matt & Rob i Radio Silence. És conegut sobretot pel seu treball en pel·lícules de terror, com ara V/H/S, Southbound, Ready or Not, Scream, Scream VI i Abigail.

## Primers anys
Criada a Oakland, Califòrnia, Bettinelli-Olpin va assistir a Chabot Elementary, Claremont Middle School i Bishop O'Dowd High School. Va assistir a la universitat a la Universitat de Califòrnia a Santa Cruz.

## Carrera

### Música
Bettinelli-Olpin va formar la banda punk de l'àrea de la Badia de San Francisco Link 80 el 1993. Als dos primers àlbums de la banda, 17 Reasons i Killing Katie, Bettinelli-Olpin va tocar la guitarra, va cantar els cors i va coescriure la lletra amb el cantant Nick Traina. Després de sortir de Link 80, Bettinelli-Olpin va treballar com a periodista musical i va entrevistar bandes com Alkaline Trio, Dropkick Murphy's, Lawrence Arms, Avail, Blur, Violent Femmes, the Breeders, the Mars Volta i the Psychedelic Furs.
El 2016, Bettinelli-Olpin va tocar la guitarra en una reunió de Link 80 per al 20è aniversari d'Asian Man Records. Els dies 17 i 18 de juny, la banda va tocar dos espectacles exhaurits al Bottom of the Hill de San Francisco. Abans dels espectacles, es va mostrar un vídeo d'homenatge al cantant Nick Traina. El 21 de maig de 2021, una versió de Link 80 de "Junkie Man" Rancid va ser llançada a partir del proper homenatge al 25è aniversari de Lavasock Records. El clàssic punk rock de Rancid ...And Out Come the Wolves amb Bettinelli-Olpin a la veu.

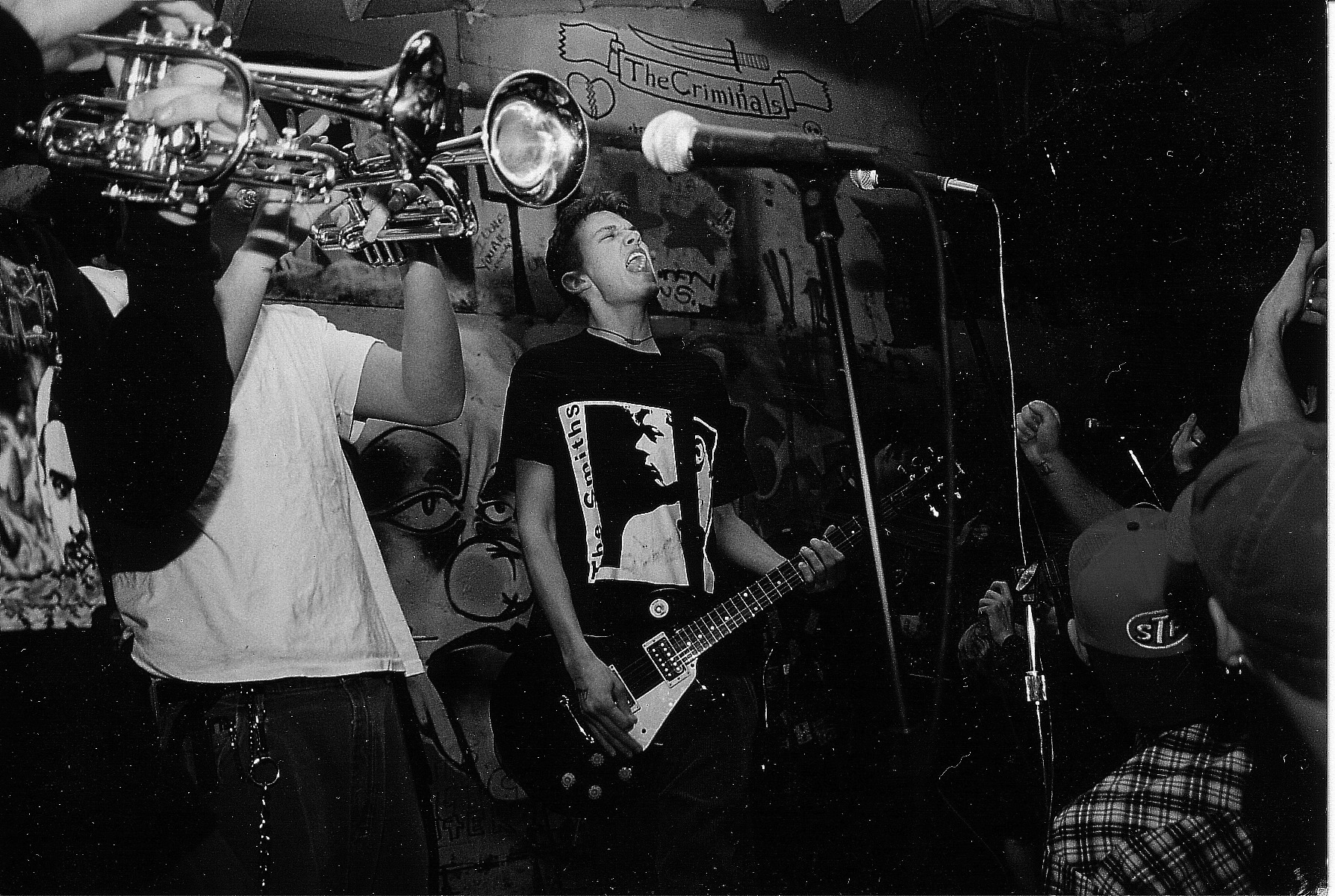
Matt Bettinelli-Olpin al 924 Gilman Street, 1997.

### Cinema
El 1999, Bettinelli-Olpin va dirigir el primer vídeo musical d’Alkaline Trio  (Goodbye Forever) mentre assistia a la Universitat de Califòrnia a Santa Cruz i, a principis dels anys 2000, van ser companys d'habitació amb The Lonely Island i van aparèixer en molts dels seus primers curts. Mentre treballava a la sala de correu de New Line Cinema, va formar el col·lectiu de cinema Chad, Matt & Rob el 2007 i Radio Silence el 2011.

### Chad, Matt & Rob
Bettinelli-Olpin va co-fundar Chad, Matt & Rob amb Chad Villella i Rob Polonsky el 2007. El grup és conegut per la seva combinació única de comèdia, aventura, ciència-ficció i terror. Segons una entrevista a IndieWire, Bettinelli-Olpin va treballar a la sala de correu i més tard com a gerent de l'oficina a New Line Cinema, on el grup es colava fora de l'horari per utilitzar les oficines com a platós. Entre els seus nombrosos curtmetratges hi ha el vídeo viral d'estil metratge apropiat Roommate Alien Prank Gone Bad i cinc entregues de la seva primera sèrie d'Interactive Adventures. El seu treball en línia té més de 100.000.000 de visualitzacions.

### Radio Silence

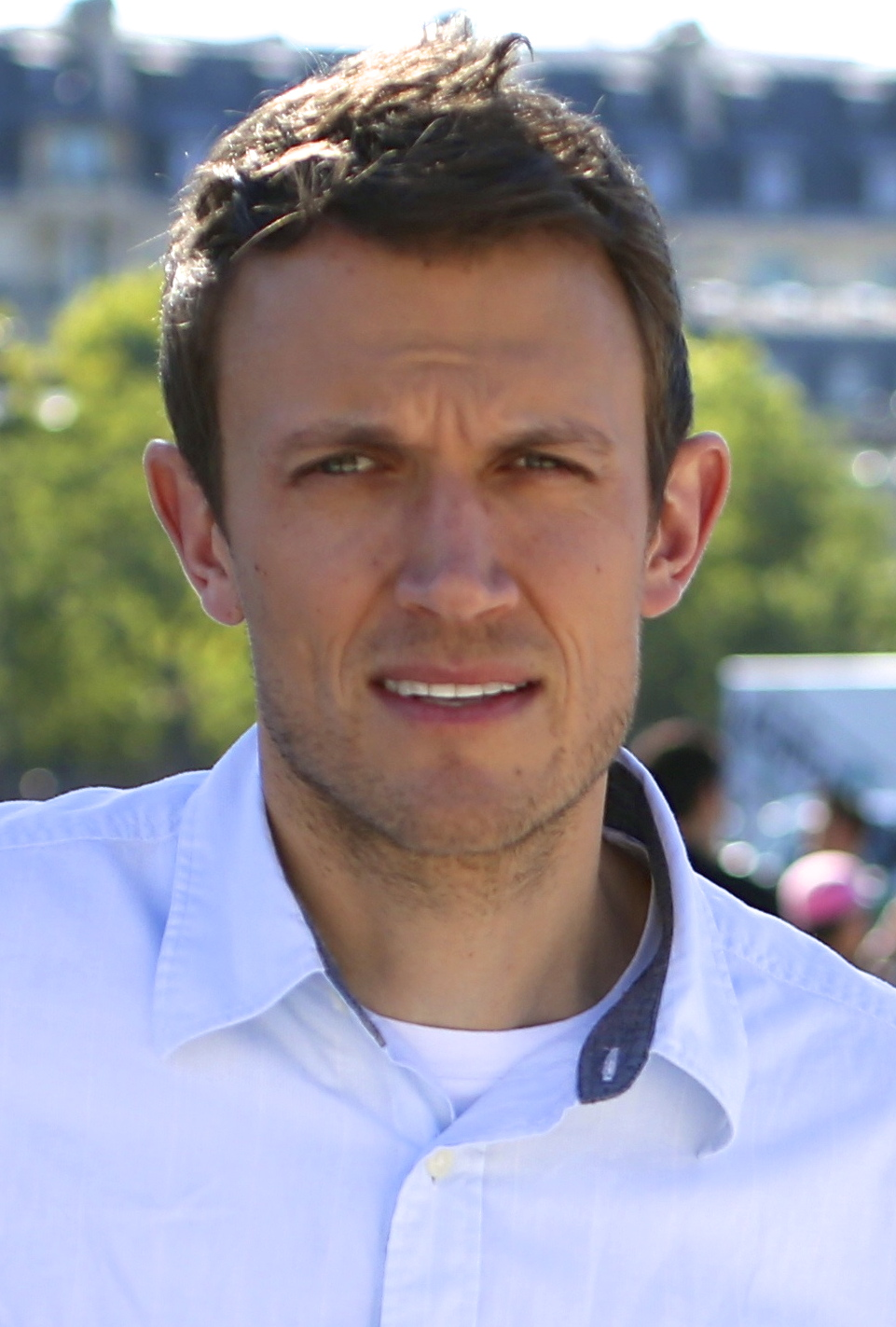
Bettinelli-Olpin el 2013

Després de la dissolució de Chad, Matt & Rob, Bettinelli-Olpin va formar Radio Silence amb Tyler Gillett, Justin Martinez i Chad Villella. El grup va codirigir el segment 10/31/98 del llargmetratge V/H/S. La pel·lícula es va estrenar al Festival de Cinema de Sundance de 2012 i va ser estrenat en cinemes per Magnolia Pictures l'octubre de 2012. L'any següent, van fer Devil's Due per a 20th Century Fox i el 2015, la seva pel·lícula Southbound es va estrenar al Festival Internacional de Cinema de Toronto. Va ser estrenat en cinemes per the Orchard el 5 de febrer de 2016. Paul Thomas Anderson va anomenar la pel·lícula "una joia amagada".
El 2019, Bettinelli-Olpin va codirigir el thriller còmic ben ressenyat Ready or Not amb Tyler Gillett per a Fox Searchlight. La pel·lícula és protagonitzada per Samara Weaving, Adam Brody, Andie MacDowell i Mark O'Brien. La pel·lícula va ser nominat al Millor pel·lícula de terror als 46ns Premis Saturn.
El març de 2020, es va anunciar que Bettinelli-Olpin codirigiria la cinquena entrega de la franquícia Scream, juntament amb Tyler Gillett, amb Kevin Williamson com a productor executiu. La pel·lícula es va estrenar el 14 de gener de 2022.. La pel·lícula va ser nominada al Millor pel·lícula al MTV Movie & TV Awards de 2023.
El 2022, Bettinelli-Olpin i Gillett dirigiren Scream VI que va ser estrenada el 10 de març de 2023 per Paramount Pictures. La pel·lícula va guanyar el Millor pel·lícula als MTV Movie & TV Awards de 2023 i va ocupar el tercer lloc a la classificació a la llista de The Hollywood Reporter de "Les millors pel·lícules Slasher de la dècada".
El 2023, Bettinelli-Olpin i Gillett van dirigir Abigail que va ser estrenada el 19 d'abril de 2024 per Universal Pictures. La pel·lícula va ser nominada a la millor pel·lícula d'estrena àmplia als Fangoria Chainsaw Awards de 2024 i inclòs a moltes de les millors llistes de 2024, com ara "Les millors pel·lícules de terror del 2024" de Variety, "10 millors pel·lícules de terror del 2024" de Screen Rant, "Les 10 millors pel·lícules de terror estrenades a la primera meitat del 2024" de Bloody Disgusting, "Les millors pel·lícules de terror de 2024" de Time Out i "Les 19 millors pel·lícules de terror del 2024 fins ara" de SlashFilm.
En totes les seves pel·lícules, Bettinelli-Olpin i Gillett han utilitzat música d'artistes d'Asian Man Records, com ara Alkaline Trio, Link 80, MU330 i Laura Stevenson and the Cans així com música de l'àrea de la Badia de San Francisco com Too Short, The Atom Age, Link 80, The Jacka, Kamaiyah i P-Lo.
Bettinelli-Olpin interpreta Michael Myers a Scream a la pel·lícula dins d'una pel·lícula Stab 8 i Ghostface al segment de notícies de televisió a Scream VI.
Bettinelli-Olpin també és productor a V/H/S, V/H/S/94, V/H/S/99 i V/H/S/85.

## Discografia
- The Link 80 & Wet Nap Split (1995)
- Remember How It Used To Be EP (1995)
- Rumble At The Tracks EP (1996)
- 17 Reasons (1996)
- Killing Katie (1997)

## Filmografia
| Pel·lícula       | Any  | Director | Guionista | Actor | Muntatge | Productor | Notes              |
| ---------------- | ---- | -------- | --------- | ----- | -------- | --------- | ------------------ |
| Chad, Matt & Rob | 2011 | Sí       | Sí        | Sí    | Sí       | Sí        |                    |
| V/H/S            | 2012 | Sí       | Sí        | Sí    | Sí       | Sí        | Segment "10/31/98" |
| Devil's Due      | 2014 | Sí       | No        | No    | No       | No        |                    |
| Southbound       | 2015 | Sí       | Sí        | Sí    | Sí       | Sí        |                    |
| Ready or Not     | 2019 | Sí       | No        | No    | No       | No        |                    |
| V/H/S/94         | 2021 | No       | No        | No    | No       | Sí        |                    |
| Scream           | 2022 | Sí       | No        | No    | No       | No        | [ a ]              |
| V/H/S/99         | 2022 | No       | No        | No    | No       | Sí        |                    |
| Scream VI        | 2023 | Sí       | No        | No    | No       | No        | [ 44 ]             |
| V/H/S/85         | 2023 | No       | No        | No    | No       | Sí        |                    |
| Abigail          | 2024 | Sí       | No        | No    | No       | No        |                    |

## Reconeixements
| Any  | Premi                                                       | Categoria                                                                                   | Treball       | Resultat  |
| ---- | ----------------------------------------------------------- | ------------------------------------------------------------------------------------------- | ------------- | --------- |
| 2012 | SXSW                                                        | Premi del públic de mitjanit (compartit amb Ti West, Adam Wingard, et al.                   | V/H/S         | Nominat   |
| 2012 | XLV Festival Internacional de Cinema Fantàstic de Catalunya | Millor pel·lícula                                                                           | V/H/S         | Nominat   |
| 2012 | Premis Golden Schmoes                                       | Millor pel·lícula de terror                                                                 | V/H/S         | Nominat   |
| 2016 | iHorror                                                     | Millor llançament directe de terror(compartit amb David Bruckner, Roxanne Benjamin, et al.) | Southbound    | Nominat   |
| 2019 | LII Festival Internacional de Cinema Fantàstic de Catalunya | Millor pel·lícula                                                                           | Ready or Not  | Nominat   |
| 2019 | Fright Meter Awards                                         | Millor pel·lícula de terror                                                                 | Ready or Not  | Nominat   |
| 2019 | Premis Golden Schmoes                                       | Millor pel·lícula de terror                                                                 | Ready or Not  | Nominat   |
| 2019 | Premis Golden Schmoes                                       | Sorpresa més gram de ñ’any                                                                  | Ready or Not  | Nominat   |
| 2019 | IGN Summer Movie Awards                                     | Millor pel·lícula de terror                                                                 | Ready or Not  | Nominat   |
| 2019 | Fantasy Filmfest                                            | Millor 1a o 2a pel·lícula                                                                   | Ready or Not  | Nominat   |
| 2019 | Premis de l’Associació de Crítics de Cinema de St. Louis    | Millor pel·lícula de terror                                                                 | Ready or Not  | Nominat   |
| 2020 | Fangoria Chainsaw Awards                                    | Millor llança,emt                                                                           | Ready or Not  | Nominat   |
| 2020 | Hollywood Critics Association Film Awards                   | Millor pel·lícula de terror                                                                 | Ready or Not  | Nominat   |
| 2020 | Premis de la Societat de Crítics de Cinema de Hawaii        | Millor pel·lícula de terror                                                                 | Ready or Not  | Nominat   |
| 2020 | Premis de l'Associació de Crítics de Cinema de Columbus     | Millor pel·lícula ignorada                                                                  | Ready or Not  | 2nd Place |
| 2020 | Music City Film Critics Association Awards                  | Millor pel·lícula de terror                                                                 | Ready or Not  | Nominat   |
| 2021 | Premis Saturn                                               | Millor pel·lícula de terror                                                                 | Ready or Not  | Nominat   |
| 2021 | Academy of Science Fiction, Fantasy & Horror Films          | Millor pel·lícula de terror                                                                 | Ready or Not  | Nominat   |
| 2022 | MTV Movie & TV Awards                                       | Millor pel·lícula                                                                           | Scream (2022) | Nominat   |
| 2022 | Premis People's Choice                                      | Millor pel·lícula                                                                           | Scream (2022) | Nominat   |
| 2022 | Hollywood Critics Association Midseason Film Awards         | Millor terror                                                                               | Scream (2022) | Nominat   |
| 2022 | The Queerties                                               | Millor pel·lícula d’estudi                                                                  | Scream (2022) | Nominat   |
| 2022 | Premis de l’Associació de Crítics de Cinema de St. Louis    | Millor pel·lícula de terror                                                                 | Scream (2022) | Nominat   |
| 2022 | GLAAD Media Awards                                          | Excel·lent estrena cinematogràfica a gran escala                                            | Scream (2022) | Nominat   |
| 2022 | Premis Saturn                                               | Millor pel·lícula de terror                                                                 | Scream (2022) | Nominat   |
| 2023 | MTV Movie & TV Awards                                       | Millor pel·lícula                                                                           | Scream VI     | Guanyador |
| 2023 | Hollywood Critics Association Midseason Film Awards         | Millor terror                                                                               | Scream VI     | Nominat   |
| 2023 | Premis Saturn                                               | Millor pel·lícula de terror                                                                 | Scream VI     | Nominat   |
| 2023 | MTV Millennial Awards                                       | Millor pel·lícula                                                                           | Scream VI     | Nominat   |
| 2024 | Premis People's Choice                                      | The Drama Movie of the Year                                                                 | Scream VI     | Nominat   |
| 2024 | Academy of Science Fiction, Fantasy & Horror Films          | Millor pel·lícula de terror                                                                 | Scream VI     | Nominat   |
| 2024 | Critics' Choice Super Awards                                | Millor pel·lícula de terror                                                                 | Scream VI     | Nominat   |
| 2024 | Premis Golden Schmoes                                       | Millor pel·lícula de terror                                                                 | Scream VI     | Nominat   |
| 2024 | Music City Film Critics' Association Awards                 | Millor pel·lícula de terror                                                                 | Scream VI     | Nominat   |
| 2024 | Astra Film Awards                                           | Millor pel·lícula de terror                                                                 | Scream VI     | Nominat   |
| 2024 | DiscussingFilm Critic Awards                                | Millor pel·lícula de terror                                                                 | Scream VI     | Nominat   |
| 2024 | Fangoria Chainsaw Awards                                    | Millor estrena àmplia                                                                       | Abigail       | Nominat   |
| 2024 | 7ns Astra Midseason Movie Awards                            | Millor pel·lícula de terror                                                                 | Abigail       | Nominat   |